# Dayaris Mestre
Dayaris Rosa Mestre Álvarez (Sancti Spíritus, 20 november 1986) is een Cubaans judoka, die haar vaderland tweemaal op rij vertegenwoordigde bij de Olympische Spelen, te beginnen in 2012 (Londen). Ze is drievoudig Cubaans kampioene.

## Erelijst

### Pan-Amerikaanse Spelen
- 2011 – Guadalajara, Mexico (– 48 kg)
- 2015 – Toronto, Canada (– 48 kg)

### Pan-Amerikaanse kampioenschappen
- 2006 – Buenos Aires, Argentinië (– 44 kg)
- 2010 – San Salvador, El Salvador (– 48 kg)
- 2011 – Guadalajara, Mexico (– 48 kg)
- 2012 – Montreal, Canada (– 48 kg)
- 2013 – San José, Costa Rica (– 48 kg)
- 2014 – Guayaquil, Ecuador (– 44 kg)
- 2015 – Edmonton, Canada (– 48 kg)
- 2016 – Havana, Cuba (– 48 kg)